# Noize MC
Noize MC, de son nom civil Ivan Aleksandrovich Alekseyev (Иван Александрович Алексеев ; né le 9 mars 1985 à Iartsevo, oblast de Smolensk, en RSFS de Russie), est un rappeur et acteur russe.

## Biographie

### Enfance et début de carrière (1985–2002)
Alekseyev naît le 9 mars 1985 à Iartsevo, dans l'oblast de Smolensk. Son père est musicien et sa mère chimiste. Ses parents divorcent en 1994. À l'âge de huit ou neuf ans, Alekseyev commence à écrire des poèmes et, à l'âge de dix ans, il s'intéresse à la musique. Au cours de l'hiver 1995-1996, il s'inscrit à l'école de musique pour étudier la guitare classique. En 1997, il déménage avec sa mère dans la ville de Belgorod, où il remporte à deux reprises le concours régional de guitare classique : 1re place en 1998 et 2e en 2000. À l'âge de 13 ans, Alekseyev forme son propre groupe de rock. Ses idoles étaient Nirvana et The Prodigy. En 2001, Alekseyev est diplômé de l'école de musique et en 2002, il obtient son diplôme de fin d'études secondaires avec une « médaille d'or ». Cet été-là, le musicien entre à l'Université d'État russe pour les sciences humaines, ce qui l'oblige à quitter son groupe et à déménager à Moscou.

### Formation de Protivo Gunz (2003–2006)
Installé dans un dortoir de la RSHU, Ivan commence sa carrière solo. En 2003, il forme le groupe de rock alternatif Protivo Gunz, composé d'étudiants non résidents. C'est au cours de sa période d'internat qu'il perfectionne sa maîtrise du freestyle hip-hop et compose la plupart de ses démos sous le nom de Noize MC. Les morceaux deviennent populaires parmi les jeunes, grâce à Internet.
Entre 2003 et 2005, Noize MC participe à diverses battles, ainsi qu'à des compétitions de hip-hop dans d'autres clubs et réseaux. Il remporte régulièrement des prix dans les battles, et le groupe Protivo Gunz fait une tournée à Moscou et se produit dans des clubs, des bars et en plein air.
En mars 2005, Noize MC gagne contre le célèbre rappeur Young MC, lors du battle final au festival de la culture de rue Snickers Guru Clan. Noize MC est invité par les organisateurs à devenir juge et présentateur d'un autre grand festival de rue, appelé Snickers Urbania. En mai de cette année, Ivan Alekseyev quitte le dortoir pour louer une chambre dans la rue Old Arbat. Le groupe Protivo Gunz se produit régulièrement lors de concerts de rue improvisés. Certains concerts sont interrompus par la police. Au cours des étés 2005 et 2006, Noize MC part avec Snickers Urbania en Russie. Avec l'argent, le studio enregistre des chansons qui ont été publiées dans diverses compilations de rap. Au cours de l'été 2006, Noize MC signe avec « Respect Productions » en tant qu'artiste solo, tout en continuant à chanter avec le groupe Protivo Gunz. Le 9 septembre 2006, son groupe de rock remporte le concours russe Urban Sound.

### Depuis 2007
Le 19 novembre 2021, Ivan sort son neuvième album studio intitulé Exit to City. La pochette est réalisée par l'artiste contemporain Dima Rebus, connu pour son travail avec l'aquarelle, l'eau de pluie et les solutions chimiques. Ce jour-là, la première moitié des titres est publiée, la version complète de l'album étant disponible le 17 décembre 2021.
Le 4 juin 2024, il participe au concert Privet, èto Naval'nyj à Berlin, dédié à la mémoire d'Alexeï Navalny. Le 3 octobre 2024, il sort le single Svetlaja polosa et annonce qu'il travaille sur un nouvel album. Le 9 décembre 2024, un groupe de professeurs de l'Université métropolitaine d'Oslo nomme Noize MC et Monetochka pour le prix Nobel de la paix. En décembre 2024, Noize MC participe au concert du Nouvel An Mirnye ogon'ki des artistes ayant quitté la Russie.
En 2025, il reçoit une nomination pour le Prix Nobel de la Paix pour "la représentation, avec sa voix, d'une nouvelle génération qui parle très fortement pour les valeurs humanitaires". 

## Discographie

### Albums studio
- 2008 : The Greatest Hits Vol. 1 (réédité sous le titre The Greatest Hits Vol. 2 en 2010)
- 2010 : Latest Album (Последний Альбом)
- 2012 : New Album (Новый Альбом)
- 2013 : Protivo Gunz
- 2013 : Confusion (Неразбериха)
- 2014 : Hard Reboot (réédité sous le titre Hard Reboot 3.0 en 2015)
- 2016 : King of the Mountain (Царь Горы)
- 2018 : Hiphopera: Orpheus & Eurydice (Хипхопера: Орфей & Эвридика)
- 2021 : Exit to City

### Singles
- 2013 : Bubble Gum (video edit) (Жвачка (video edit))
- 2015 : Tearing the Leash (Порвав поводок)
- 2015 : Make Some Noize
- 2015 : Jingle Bellz
- 2016 : Lenin Has Risen
- 2017 : Childfree (Чайлдфри)
- 2017 : Summer in the Capital (feat. SunSay & MC Fame) (Лето в столице)
- 2017 : Corrosion of the hip-hop (Коррозия Хип-Хопа)
- 2018 : Voice and Strings (Голос и струны)
- 2019 : Like common People (Всё как у людей)
- 2019 : Chasing the Horizon (feat. Sonny Sandoval)
- 2019 : Respect the Elderly (Почитай старших)
- 2022 : Cooperative Swan Lake (Кооператив Лебединое озеро)